# Темп-3000
Научно-производственное предприятие «Темп-3000» — украинское предприятие, специализирующееся на средствах индивидуальной защиты и коллективной бронезащиты, производит бронежилеты, бронешлемы, костюмы специального назначения, бронепластины, бронещиты. Является членом Лиги оборонных предприятий Украины.

## История
С начала войны на Востоке Украины компания стала главным поставщиком обмундирования для украинской армии.
В начале марта 2014 года предприятие заключило очередное соглашение на поставку средств защиты для Министерства обороны Украины. "Темп-3000" должен был поставить Минобороны 20 тысяч бронежилетов, такое же количество шлемов и около 30 тысяч чехлов. Общая стоимость сделки – треть миллиарда гривен.
К вечеру 29 марта 2019 года на предприятии произошел пожар, погасить который удалось только утром следующего дня. По сообщению ГСЧС, площадь пожара составила 1 тыс. 500 кв. Однако основное оборудование уцелело, поэтому тендер, за который волнуются в Минобороны, они должны выполнить вовремя.
На третий день после пожара было возобновлено производство жестких бронеэлементов. Сейчас участок вышел на предыдущие мощности и может производить 500 комплектов бронепластин в сутки. Также уже удалось возобновить работу швейного цеха, уничтоженного огнем, и в начале этой недели цех вышел на плановые объемы производства продукции.
На очереди возобновление работы цеха по изготовлению шлемов. Ремонтные бригады работают над восстановлением оборудования, существенно пострадавшего от пожара. В компании надеются, что уже на следующей неделе будет изготовлена первая партия шлемов.
Через месяц компания практически полностью восстановила темпы производства защитных шлемов для ВСУ после пожара. После восстановления основных участков производства, пострадавших в результате пожара в конце апреля этого года, в компании «Темп-3000» поставлена цель восстановить объемы производства и достичь их прежнего уровня.
Начав восстановление предприятия не с нуля, а фактически с минусовой отметки, когда нужно было, прежде чем восстановить пострадавшее оборудование, разобрать пожарище и демонтировать безвозвратно потерянные элементы станков и другого оборудования, специалистам «Темп-3000» удалось довести выпуск продукции до уровня 2015 года. Уже в мае, во время выполнения госзаказа для ВСУ, была зафиксирована способность предприятия выпускать до 400 шлемов в сутки.
В 2014-2015 годах ценой фактически круглосуточной работы, на фронт уходило до 500 шлемов и 1000 бронежилетов в сутки.

## Продукция
- Баллистические шлемы
- Бронепластины
- Бронежилеты скрытого и наружного ношения
- Взрывозащитные костюмы и экипировка
- Тактические защитные костюмы
- Тактическая экипировка
- Баллистические щиты

## Экспортные поставки
- США
- Великобритания
- Азербайджан
- Гвинея
- Ирак
- Казахстан
- Кения
- Молдова
- Перу
- Саудовская Аравия
- Сьерра-Леоне
- Таджикистан
- Туркменистан
- Уганда
- Эфиопия